# Зайцев, Виктор Георгиевич
 Виктор Георгиевич Зайцев (15 января 1952, Небит-Даг — 29 января 2015, Ашхабад) — туркменский журналист, общественный деятель. В прошлом главный редактор «Нейтральный Туркменистан» (2012—2015), издания Правительства Туркменистана.

## Образование
В 1974 году окончил Казахский государственный университет. Специальность — историк.

## Биография
Карьеру начал в 1974 году в средней школе № 3 города Небит-Даг учителем, после заместителем директора.
С 1976 по 2012 годы трудился на различных должностях в общественных организациях.
С 6 января 2012 года и до конца жизни работал главным редактором газеты «Нейтральный Туркменистан». Скончался в Ашхабаде 29 января 2015 года на 64 году жизни.
Теплые воспоминания о видном журналисте и общественном деятеле, верном сыне Отечества Викторе Георгиевиче Зайцеве всегда будут жить в наших сердцах. Да упокоится в раю душа его!
— говорится в некрологе, подписанном президентом Туркменистана Гурбангулы Бердымухамедовым и членами правительства.

## Награды
- Орден «За большую любовь к независимому Туркменистану»
- Медали «Watana bolan söýgüsi üçin», «Гайрат», «Magtymguly Pyragy», «20 лет Независимости Туркменистана».